# Fronte di Liberazione Islamico Moro

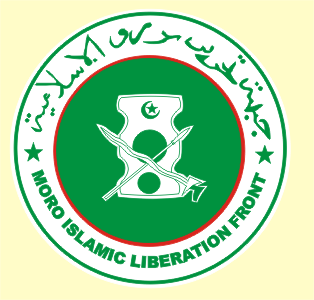
Emblema del Fronte di Liberazione Islamico Moro

Bandiera del gruppo

Il Fronte di Liberazione Islamico Moro (in inglese: Moro Islamic Liberation Front - MILF) è un gruppo islamista del sud delle Filippine, nato da una scissione dal Fronte di Liberazione Nazionale Moro.